# Volleyball Nations League 2025 (Frauen)
Die Saison 2025 der Volleyball Nations League war die sechste Ausgabe dieses Wettbewerbs. Sie wurde vom 4. Juni bis zum 27. Juli ausgetragen. Titelverteidiger Italien gewann im Endspiel mit 3:1 Sätzen gegen Brasilien.

## Modus
Der Wettbewerb wurde im Vergleich zum Vorjahr um zwei Teams erweitert. In der Vorrunde traten 18 Mannschaften gegeneinander an, die über drei Wochen jeweils in Sechsergruppen gegeneinander antraten. Die Ergebnisse der zwölf Spiele pro Teilnehmer wurden in einer Tabelle addiert. Die besten sieben Mannschaften sowie der Gastgeber der Finalrunden, Polen, qualifizierten sich für die KO-Runde.

## Teilnehmer
Das Teilnehmerfeld entsprach dem vom Vorjahr ergänzt um zwei weitere Mannschaften, den Gewinner des FIVB Volleyball Challenger Cups und die in der Weltrangliste am höchsten platzierte Mannschaft, die noch nicht qualifizierte war. Die 18 Mannschaften wurden entsprechend ihres Platzes in der Weltrangliste in drei Leistungskategorien aufgeteilt. In der Vorrunde absolvierte jede Mannschaft 12 Spiele, wobei jeweils vier Gegner aus den drei Leistungskategorien kamen.
| Oberste Leistungskategorie  | - Italien - Brasilien - Türkei - Polen - Vereinigte Staaten - Volksrepublik China |
| Mittlere Leistungskategorie | - Japan - Niederlande - Serbien - Kanada - Dominikanische Republik - Deutschland  |
| Untere Leistungskategorie   | - Belgien WR - Thailand - Tschechien CH-C - Frankreich - Bulgarien - Südkorea     |

## Vorrunde

### Erste Woche
| Gruppe 1 in Ottawa | Gruppe 1 in Ottawa | Gruppe 1 in Ottawa | Gruppe 1 in Ottawa |
| ------------------ | ------------------ | ------------------ | ------------------ |
| 4. Juni            | Niederlande        | Japan              | 0:3                |
|                    | Dominikanische R.  | Serbien            | 3:2                |
|                    | Bulgarien          | Kanada             | 2:3                |
| 5. Juni            | Bulgarien          | Dominikanische R.  | 3:1                |
|                    | Kanada             | Niederlande        | 1:3                |
| 6. Juni            | Dominikanische R.  | Niederlande        | 3:2                |
|                    | Serbien            | Japan              | 0:3                |
| 7. Juni            | Kanada             | Japan              | 0:3                |
|                    | Bulgarien          | Serbien            | 3:2                |
| 8. Juni            | Dominikanische R.  | Japan              | 0:3                |
|                    | Bulgarien          | Niederlande        | 0:3                |
|                    | Kanada             | Serbien            | 3:2                |

| Gruppe 2 in Rio de Janeiro | Gruppe 2 in Rio de Janeiro | Gruppe 2 in Rio de Janeiro | Gruppe 2 in Rio de Janeiro |
| -------------------------- | -------------------------- | -------------------------- | -------------------------- |
| 4. Juni                    | USA                        | Italien                    | 0:3                        |
|                            | Tschechien                 | Brasilien                  | 0:3                        |
|                            | Südkorea                   | Deutschland                | 0:3                        |
| 5. Juni                    | Deutschland                | Italien                    | 2:3                        |
|                            | USA                        | Brasilien                  | 0:3                        |
| 6. Juni                    | Südkorea                   | Italien                    | 0:3                        |
|                            | Tschechien                 | USA                        | 3:2                        |
| 7. Juni                    | Deutschland                | Brasilien                  | 2:3                        |
|                            | Südkorea                   | Tschechien                 | 2:3                        |
| 8. Juni                    | Brasilien                  | Italien                    | 0:3                        |
|                            | Tschechien                 | Deutschland                | 1:3                        |
|                            | Südkorea                   | USA                        | 0:3                        |

| Gruppe 3 in Peking | Gruppe 3 in Peking | Gruppe 3 in Peking | Gruppe 3 in Peking |
| ------------------ | ------------------ | ------------------ | ------------------ |
| 4. Juni            | Frankreich         | Türkei             | 1:3                |
|                    | Thailand           | Polen              | 0:3                |
|                    | China              | Belgien            | 3:0                |
| 5. Juni            | Belgien            | Thailand           | 3:1                |
|                    | China              | Polen              | 1:3                |
| 6. Juni            | Frankreich         | Belgien            | 3:1                |
|                    | Türkei             | Thailand           | 3:0                |
| 7. Juni            | Türkei             | Polen              | 3:2                |
|                    | China              | Frankreich         | 3:0                |
| 8. Juni            | Belgien            | Polen              | 0:3                |
|                    | Frankreich         | Thailand           | 1:3                |
|                    | China              | Türkei             | 2:3                |

### Zweite Woche
| Gruppe 4 in Istanbul | Gruppe 4 in Istanbul | Gruppe 4 in Istanbul | Gruppe 4 in Istanbul |
| -------------------- | -------------------- | -------------------- | -------------------- |
| 18. Juni             | Südkorea             | Kanada               | 3:2                  |
|                      | Belgien              | Brasilien            | 1:3                  |
|                      | Dominikanische R.    | Türkei               | 0:3                  |
| 19. Juni             | Belgien              | Dominikanische R.    | 0:3                  |
|                      | Kanada               | Türkei               | 0:3                  |
| 20. Juni             | Südkorea             | Belgien              | 1:3                  |
|                      | Kanada               | Brasilien            | 0:3                  |
| 21. Juni             | Dominikanische R.    | Brasilien            | 0:3                  |
|                      | Südkorea             | Türkei               | 0:3                  |
| 22. Juni             | Belgien              | Kanada               | 3:2                  |
|                      | Südkorea             | Dominikanische R.    | 2:3                  |
|                      | Türkei               | Brasilien            | 1:3                  |

| Gruppe 5 in Hongkong | Gruppe 5 in Hongkong | Gruppe 5 in Hongkong | Gruppe 5 in Hongkong |
| -------------------- | -------------------- | -------------------- | -------------------- |
| 18. Juni             | Bulgarien            | Italien              | 1:3                  |
|                      | Thailand             | Japan                | 2:3                  |
|                      | Tschechien           | China                | 1:3                  |
| 19. Juni             | Thailand             | Italien              | 0:3                  |
|                      | Bulgarien            | China                | 2:3                  |
| 20. Juni             | Bulgarien            | Tschechien           | 0:3                  |
|                      | Japan                | Italien              | 2:3                  |
| 21. Juni             | Tschechien           | Thailand             | 3:0                  |
|                      | Japan                | China                | 1:3                  |
| 22. Juni             | Bulgarien            | Thailand             | 3:2                  |
|                      | Tschechien           | Japan                | 0:3                  |
|                      | China                | Italien              | 0:3                  |

| Gruppe 6 in Belgrad | Gruppe 6 in Belgrad | Gruppe 6 in Belgrad | Gruppe 6 in Belgrad |
| ------------------- | ------------------- | ------------------- | ------------------- |
| 18. Juni            | Frankreich          | Deutschland         | 2:3                 |
|                     | Niederlande         | Polen               | 2:3                 |
|                     | Serbien             | USA                 | 2:3                 |
| 19. Juni            | USA                 | Polen               | 1:3                 |
|                     | Deutschland         | Serbien             | 3:1                 |
| 20. Juni            | Frankreich          | Niederlande         | 3:0                 |
|                     | Deutschland         | Polen               | 0:3                 |
| 21. Juni            | Niederlande         | USA                 | 0:3                 |
|                     | Frankreich          | Serbien             | 3:2                 |
| 22. Juni            | Deutschland         | Niederlande         | 2:3                 |
|                     | Frankreich          | USA                 | 2:3                 |
|                     | Serbien             | Polen               | 1:3                 |

### Dritte Woche
| Gruppe 7 in Apeldoorn | Gruppe 7 in Apeldoorn | Gruppe 7 in Apeldoorn | Gruppe 7 in Apeldoorn |
| --------------------- | --------------------- | --------------------- | --------------------- |
| 9. Juli               | Tschechien            | Serbien               | 1:3                   |
|                       | Italien               | Belgien               | 3:0                   |
|                       | Niederlande           | Türkei                | 0:3                   |
| 10. Juli              | Italien               | Serbien               | 3:0                   |
|                       | Belgien               | Niederlande           | 1:3                   |
| 11. Juli              | Belgien               | Serbien               | 0:3                   |
|                       | Tschechien            | Türkei                | 3:1                   |
| 12. Juli              | Tschechien            | Niederlande           | 2:3                   |
|                       | Türkei                | Italien               | 2:3                   |
| 13. Juli              | Tschechien            | Belgien               | 1:3                   |
|                       | Niederlande           | Italien               | 0:3                   |
|                       | Serbien               | Türkei                | 3:0                   |

| Gruppe 8 in Arlington | Gruppe 8 in Arlington | Gruppe 8 in Arlington | Gruppe 8 in Arlington |
| --------------------- | --------------------- | --------------------- | --------------------- |
| 9. Juli               | Deutschland           | Kanada                | 3:2                   |
|                       | Dominikanische R.     | China                 | 2:3                   |
|                       | Thailand              | USA                   | 1:3                   |
| 10. Juli              | Thailand              | Deutschland           | 0:3                   |
|                       | Dominikanische R.     | USA                   | 1:3                   |
| 11. Juli              | Thailand              | Dominikanische R.     | 0:3                   |
|                       | Kanada                | China                 | 1:3                   |
| 12. Juli              | Deutschland           | China                 | 2:3                   |
|                       | Kanada                | USA                   | 2:3                   |
| 13. Juli              | Deutschland           | Dominikanische R.     | 3:1                   |
|                       | Thailand              | Kanada                | 2:3                   |
|                       | China                 | USA                   | 3:2                   |

| Gruppe 9 in Chiba | Gruppe 9 in Chiba | Gruppe 9 in Chiba | Gruppe 9 in Chiba |
| ----------------- | ----------------- | ----------------- | ----------------- |
| 9. Juli           | Bulgarien         | Brasilien         | 1:3               |
|                   | Südkorea          | Polen             | 1:3               |
|                   | Frankreich        | Japan             | 0:3               |
| 10. Juli          | Frankreich        | Brasilien         | 2:3               |
|                   | Südkorea          | Japan             | 0:3               |
| 11. Juli          | Bulgarien         | Frankreich        | 1:3               |
|                   | Polen             | Brasilien         | 1:3               |
| 12. Juli          | Südkorea          | Bulgarien         | 2:3               |
|                   | Japan             | Polen             | 3:1               |
| 13. Juli          | Südkorea          | Frankreich        | 0:3               |
|                   | Bulgarien         | Polen             | 0:3               |
|                   | Japan             | Brasilien         | 0:3               |

### Gesamtwertung der Vorrunde
| Platz | Team                    | Siege | Punkte | Sätze | BPQ   |
| ----- | ----------------------- | ----- | ------ | ----- | ----- |
| 1.    | Italien                 | 12    | 33     | 36:7  | 1,261 |
| 2.    | Brasilien               | 11    | 31     | 33:11 | 1,160 |
| 3.    | Japan                   | 9     | 27     | 30:12 | 1,125 |
| 4.    | Polen                   | 9     | 27     | 31:15 | 1,114 |
| 5.    | Volksrepublik China     | 9     | 24     | 30:20 | 1,078 |
| 6.    | Türkei                  | 8     | 23     | 28:17 | 1,105 |
| 7.    | Deutschland             | 7     | 23     | 29:22 | 1,016 |
| 8.    | Vereinigte Staaten      | 7     | 20     | 26:23 | 0,999 |
| 9.    | Frankreich              | 5     | 17     | 23:25 | 0,969 |
| 10.   | Niederlande             | 5     | 15     | 19:27 | 0,944 |
| 11.   | Tschechien              | 5     | 14     | 21:26 | 0,986 |
| 12.   | Dominikanische Republik | 5     | 13     | 20:27 | 0,959 |
| 13.   | Bulgarien               | 4     | 11     | 19:31 | 0,876 |
| 14.   | Belgien                 | 4     | 11     | 15:29 | 0,904 |
| 15.   | Serbien                 | 3     | 14     | 21:28 | 0,976 |
| 16.   | Kanada                  | 3     | 10     | 19:33 | 0,949 |
| 17.   | Thailand                | 1     | 6      | 11:34 | 0,895 |
| 18.   | Südkorea                | 1     | 5      | 11:35 | 0,816 |

|  | = Finalrunde                                            |
|  | = Abstieg (keine Qualifikation für die kommende Saison) |

## Finalrunde
Die Finalrunde wurde vom 23. bis 27. Juli in Łódź (Polen) ausgetragen.
|  | Viertelfinale 23./24. Juli | Viertelfinale 23./24. Juli | Viertelfinale 23./24. Juli |   |           | Halbfinale 26. Juli | Halbfinale 26. Juli | Halbfinale 26. Juli |   |  | Finale 27. Juli | Finale 27. Juli | Finale 27. Juli |
|  |                            |                            |                            |   |           |                     |                     |                     |   |  |                 |                 |                 |
|  | 1                          | Italien                    | 3                          |   |           |                     |                     |                     |   |  |                 |                 |                 |
|  | 8                          | Vereinigte Staaten         | 0                          |   |           |                     |                     |                     |   |  |                 |                 |                 |
|  | 8                          | Vereinigte Staaten         | 0                          | 1 | Italien   | 3                   |                     |                     |   |  |                 |                 |                 |
|  |                            |                            |                            | 1 | Italien   | 3                   |                     |                     |   |  |                 |                 |                 |
|  |                            | 4                          | Polen                      | 0 |           |                     |                     |                     |   |  |                 |                 |                 |
|  | 4                          | 4                          | Polen                      | 0 | Polen     | 3                   |                     |                     |   |  |                 |                 |                 |
|  | 4                          |                            |                            |   | Polen     | 3                   |                     |                     |   |  |                 |                 |                 |
|  | 5                          | Volksrepublik China        | 2                          |   |           |                     |                     |                     |   |  |                 |                 |                 |
|  | 5                          | Volksrepublik China        | 2                          | 1 | Italien   | 3                   |                     |                     |   |  |                 |                 |                 |
|  |                            |                            |                            |   | Italien   | 3                   |                     |                     |   |  |                 |                 |                 |
|  |                            | 2                          | Brasilien                  | 1 |           |                     |                     |                     |   |  |                 |                 |                 |
|  | 3                          | 2                          | Brasilien                  | 1 | Japan     | 3                   |                     |                     |   |  |                 |                 |                 |
|  | 3                          |                            |                            |   | Japan     | 3                   |                     |                     |   |  |                 |                 |                 |
|  | 6                          | Türkei                     | 2                          |   |           |                     |                     |                     |   |  |                 |                 |                 |
|  | 6                          | Türkei                     | 2                          | 3 | Japan     | 2                   |                     |                     |   |  |                 |                 |                 |
|  |                            |                            |                            | 3 | Japan     | 2                   | Spiel um Platz 3    |                     |   |  |                 |                 |                 |
|  |                            | 2                          | Brasilien                  | 3 |           |                     |                     |                     |   |  |                 |                 |                 |
|  | 2                          | 2                          | Brasilien                  | 3 | Brasilien | 3                   | 4                   | Polen               | 3 |  |                 |                 |                 |
|  | 2                          |                            |                            |   | Brasilien | 3                   | 4                   | Polen               | 3 |  |                 |                 |                 |
|  | 7                          | Deutschland                | 0                          |   | 3         | Japan               | 1                   |                     |   |  |                 |                 |                 |

### Gesamtwertung nach der Finalrunde
Bei den abschließenden Platzierungen flossen die Ergebnisse der erreichten Finalrunde mit ein. Die Plätze neun bis 18 sind gegenüber der Vorrunde unverändert geblieben.
| Platz | Team                |
| ----- | ------------------- |
| 1.    | Italien             |
| 2.    | Brasilien           |
| 3.    | Polen               |
| 4.    | Japan               |
| 5.    | Volksrepublik China |
| 6.    | Türkei              |
| 7.    | Deutschland         |
| 8.    | Vereinigte Staaten  |